# Krater Neugrund
Neugrund je meteoritski krater v Estoniji . Ima premer 8 km in po prvotnih ocenah naj bi nastal v ordoviciju okoli 470 Ma v reteklosti; kasnejše raziskave so ugotovile, da je lahko kambrijskega porekla (okoli 535 Ma). Krater je na dnu morja in na površini ni izpostavljen. Na obali bližnjega otoka Osmussaar so našli balvane iz breče, nastale iz gnajsa; ki naj bi jih tja vrgla eksplozija. Po starejši hipotezi naj bi krater Neugrund nastal med ordovicijskim meteorskim dogodkom, ko se je hipotetični veliki asteroid preusmeril neposredno v resonančno orbito z Jupitrom in pri tem svojo orbito premaknil tako, da je naletel na Zemljo. To teorijo bo morda treba spremeniti, saj novejša študija postavlja nalet meteorita v kambrij.